# Energias de Portugal
EDP - Energias de Portugal er et portugisisk energiselskab med hovedkvarter i Lissabon. Det blev etableret i 1976 ved en fusion imellem 14 nationaliserede elselskaber. De producerer og distribuerer elektricitet til 9 mio. kunder, desuden har de aktiviteter indenfor vand og naturgas. 74 % af deres elektricitet kommer fra vedvarende energi.